# L'Attaque de la rivière rouge
Pour plus de détails, voir Fiche technique et Distribution.
L'Attaque de la rivière rouge (The Siege at Red River) également sorti sous le titre de Le Siège de la rivière rouge, est un film américain en Technicolor réalisé par Rudolph Maté, sorti en 1954.

## Synopsis
Alors que la guerre de sécession fait rage aux États-Unis, Jim Farraday, un officier sudiste et son coéquipier Benjy ont infiltré les lignes ennemies et attaquent un convoi nordiste qui transporte des caisses d'armes dont un rare modèle d'une mitrailleuse Gatling.

## Fiche technique
- Titre original : The Siege at Red River
- Titre français : L'Attaque de la rivière rouge et Le Siège de la rivière rouge
- Réalisation : Rudolph Maté
- Scénario : Sydney Boehm, J. Robert Bren, Gladys Atwater
- Directeur de la photographie : Edward Cronjager
- Directeurs artistiques : George Patrick, Lyle Wheeler
- Musique : Lionel Newman
- Producteur : Leonard Goldstein
- Sociétés de Production : Panoramic Productions
- Société de distribution : 20th Century Fox
- Pays de production : États-Unis
- Langue : anglais
- Format : couleur (Technicolor) - 1,66: 1 - son : Mono (Western Electric Recording)
- Genre : western
- Durée : 86 minutes
- Dates de sortie :
  - États-Unis : 1er mai 1954
  - France : 8 juillet 1955

## Distribution
- Van Johnson : Capt. James S. Simmons / Jim Farraday
- Joanne Dru : Nora Curtis
- Richard Boone : Brett Manning
- Milburn Stone : Sgt. Benjamin 'Benjy' Guderman
- Jeff Morrow : Frank Kelso
- Craig Hill : Lt. Braden
- Rico Alaniz : Chief Yellow Hawk
- Robert Burton : Shériff
- Pilar Del Rey : Lukoa
- Ferris Taylor : Anderson Smith
- John Cliff : Sgt. Jenkins

Acteurs non crédités
- Robert Adler : un brigand
- Carl Andre : un brigand
- Harry Carter : le sergent
- Sayre Dearing : croupier au Saloon
- Roy Engel : Union Col. Stag
- Charles Ferguson : un parieur
- Michael Granger : Officier au Fort
- Joe Haworth : le télégraphiste
- Charles Horvath : soldat de l'Union
- Ralph Littlefield : citadin
- Peggy Maley (en) : Sally - Showgirl
- John McKee : un brigand
- Edwin Rand : Harper